# Josiah Grout

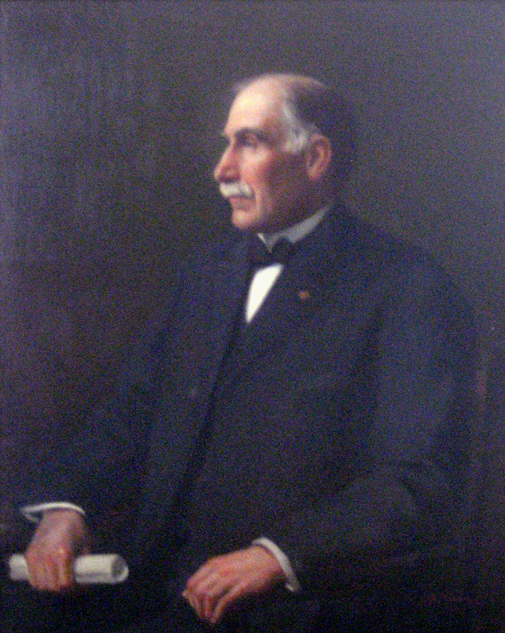
Josiah Grout

Josiah Grout Jr. (* 28. Mai 1841 in Québec, Kanada; † 19. Juli 1925 in Derby Line, Vermont) war ein US-amerikanischer Politiker und von 1896 bis 1898 Gouverneur des Bundesstaates Vermont.

## Frühe Jahre und politischer Aufstieg
Im Alter von sieben Jahren kam Josiah Grout mit seinen Eltern nach Kirby, wo er die örtlichen Schulen besuchte. Während des Bürgerkrieges war er Offizier im Heer der Union. Im Laufe des Kriegs stieg er bis zum Major auf. Er nahm an mehreren Schlachten teil und wurde verwundet. Nach dem Krieg studierte er Jura.
Grout wurde Mitglied der Republikanischen Partei. Zwischen 1866 und 1869 leitete er die Zollbehörde in Island Pond. Von 1872 bis 1874 war er Abgeordneter im Repräsentantenhaus von Vermont, wobei er seit 1873 dessen Präsident war. Im Jahr 1874 zog er zunächst nach Chicago und später nach Moline in Illinois, wo er Präsident der Moline Scale Company wurde. 1880 kehrte er nach Vermont zurück, wo er als Anwalt tätig wurde. Außerdem erwarb er eine Farm, auf der er Pferde züchtete. Er kaufte noch mehr Farmen in verschiedenen Bezirken Vermonts und war an der Vieh- und Schafzucht beteiligt. In den Jahren 1884, 1886 und 1888 war er erneut Mitglied und zeitweise Präsident im Repräsentantenhaus seines Staates. Im Jahr 1892 war er auch Mitglied des Staatssenats.

## Gouverneur von Vermont
Im Jahr 1898 wurde Grout zum neuen Gouverneur seines Staates gewählt. Bei der innerparteilichen Nominierung hatte er mit nur drei Stimmen Vorsprung gegen den späteren Gouverneur William W. Stickney gewonnen. Grout trat seine zweijährige Amtszeit am 8. Oktober 1896 an. In seine Amtszeit fiel der Spanisch-Amerikanische Krieg, zu dem auch Vermont seinen Beitrag leisten musste. Allerdings haben die Truppen aus diesem Staat wegen der Kürze des Krieges keine Kampfhandlungen gesehen. Damals wurde in Vermont auch eine fünfprozentige Erbschaftssteuer eingeführt.
Nach Ablauf seiner Amtszeit am 6. Oktober 1898 widmete sich Grout wieder seiner Tätigkeit als Rechtsanwalt und seinen landwirtschaftlichen Aktivitäten. Im Jahr 1904 war er nochmals Abgeordneter im Repräsentantenhaus von Vermont. Danach zog er sich aus der Politik zurück. Josiah Grout starb im Juli 1925. Mit seiner Frau Harriet Hinman hatte er den Sohn Aaron, der zwischen 1923 und 1927 Secretary of State von Vermont werden sollte. Josiahs Bruder William war General im Bürgerkrieg und zwischen 1881 und 1900 mehrfach Abgeordneter im Kongress.